# Thomas Walter Scott
Pour les articles homonymes, voir Thomas Walter, Walter Scott (homonymie), Walter et Scott.
Thomas Walter Scott (davantage connu simplement sous le nom de Walter Scott) (né le 27 octobre 1867 et mort le 23 mars 1938) a été le premier premier ministre de la province canadienne de  Saskatchewan.

Thomas Walter Scott est le premier Premier ministre de la Saskatchewan.

## Biographie
Thomas naît en 1867 à London Township en Ontario. Il déménagera ensuite à Portage-la-Prairie au Manitoba pour se diriger ensuite vers Régina en 1886 où il évoluera dans la sphère du journalisme.

### Carrière politique
En 1905 les instances fédérales du Canada créent la Saskatchewan. Le Gouvernement du Canada nomme alors Thomas Walter Scott Premier ministre de la nouvelle province ; auparavant, Scott avait été élu au sein de la législature du Canada. En décembre 1905, Scott avait formé son cabinet et déclencha des élections provinciales : l'équipe libérale de Scott remporta.

#### Premier ministre de la Saskatchewan
Scott fit voter de nombreuses lois d'habilitation. Outre la fonction de Premier ministre, il détint le portefeuille des Travaux publics de 1905 à 1912, des Chemins de fer de 1906 à 1908, des Affaires municipales de 1908 à 1910 et de l’Éducation de 1912 à 1916.
Les deux grandes réalisations de Scott sont : la création d'une université d'envergure provinciale en Saskatchewan et la construction d'un siège pour l’Assemblée législative provinciale.
Thomas Walter Scott contribua au développement de la province dans de nombreux secteurs : l'agriculture, l'immigration, la prohibition, la téléphonie, le suffrage féminin.

#### Après la vie politique
Scott a beaucoup voyagé dans les années qui ont suivi son départ de la vie publique en 1916. Il s'est finalement installé à Victoria, en Colombie-Britannique. Il est décédé en Ontario en 1938 et est enterré à Victoria.